# ベネファクター
ベネファクター（英: benefactor）とは、「後援者」を意味する称号。または「恩人」を意味する。
ロータリークラブ等への寄付者に対し贈呈される例が顕著である。例えば、国際ロータリーにおいては、1,000ドル以上の寄付者、又は金額を問わずロータリー財団恒久基金に対して寄付することを、遺書或いは資産計画等に書きしるしたことを財団に通知した者に対して贈呈される。
類似するものにポール・ハリス・フェローなどがある。関連称号として、グレート・ベネファクターなどがある。